# Emil Seydel
Emil Seydel (* 1870 oder 1871; † 6. Mai 1898 in Halle (Saale)) war ein deutscher Architekt.

## Leben und Werk

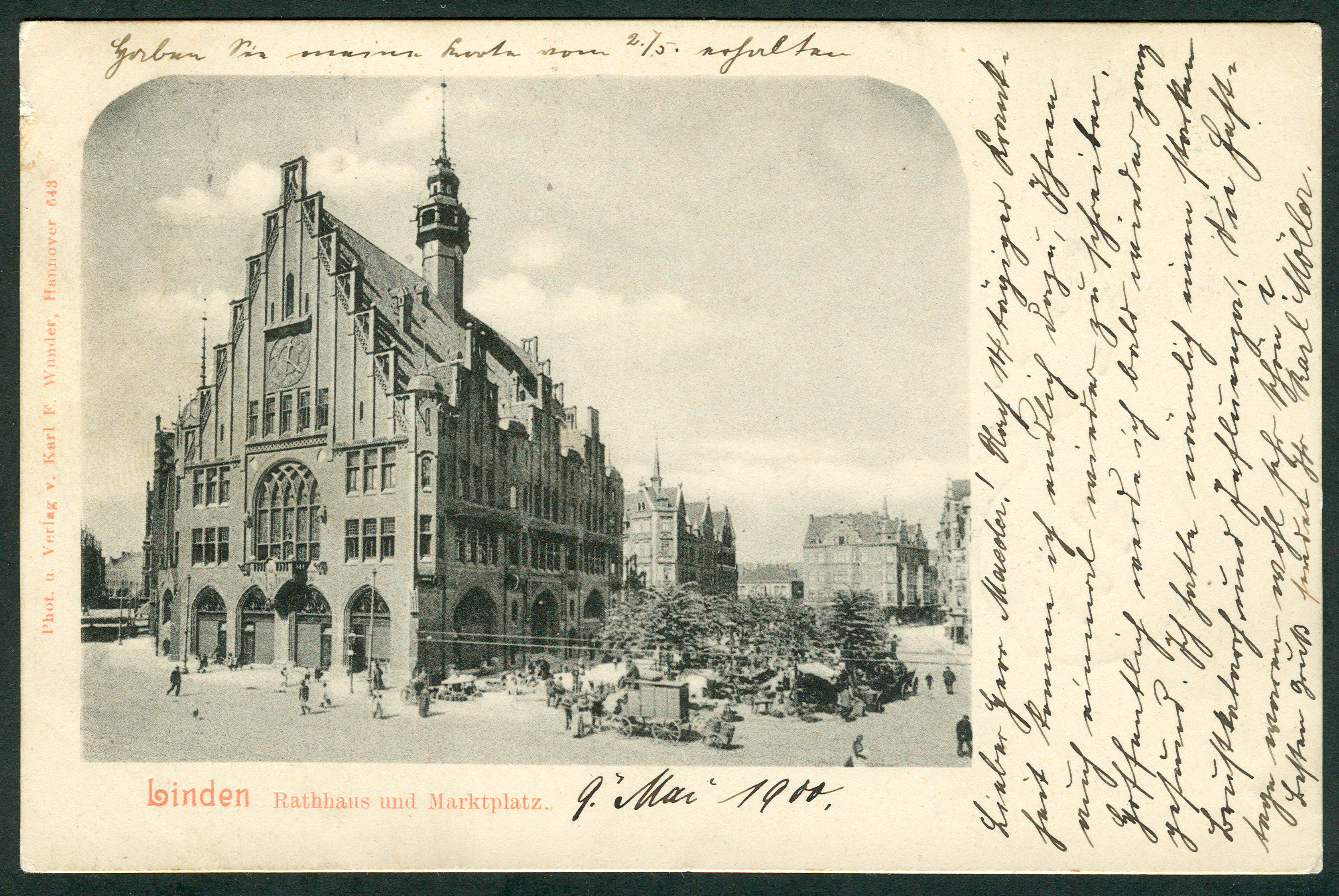
Das nach Plänen Seydels 1897 bis 1899 errichtete Neue Lindener Rathaus;
Ansichtskarte Nr. 643 von Karl F. Wunder, um 1900

Im Architektenwettbewerb für das Rathaus Steglitz 1896 wurde Seydels Entwurf mit einem Ankauf ausgezeichnet. Im selben Jahr erhielt er im Wettbewerb für das Neue Lindener Rathaus in Linden bei Hannover einen von zwei 2. Preisen; ein 1. Preis wurde nicht vergeben. Für die Ausführung wurde Seydels Entwurf ausgewählt, bei dem er auf die Vorbilder mittelalterlicher Backsteingotik zurückgriff. Seydel leitet die Arbeiten bis zu seinem Tod 1898, die weiteren Arbeiten wurden unter der Leitung des Lindener Stadtbaumeisters Georg Fröhlich ausgeführt.
Außerdem führte Seydel in Halle an der Saale, wo er 27-jährig an den Folgen eines Schlaganfalls starb, mehrere Neubauten aus.